# Nadiuska
Nadiuska, nome d'arte di Roswicha Bertasha Smid Honcznar (Schierling, 19 gennaio 1952), è un'attrice tedesca naturalizzata spagnola.

## Biografia
Arrivata in Spagna nel 1971 si stabilirà e lavorerà prevalentemente in quel paese. Il film più conosciuto al quale ha partecipato è stato Conan il barbaro (1982) di John Milius, dove interpretava la madre di Conan. La sua caratteristica che le ha favorito l'ingresso nel mondo del cinema è stata la sua impressionante somiglianza con Sophia Loren per la quale veniva spesso scambiata, anche se era molto più giovane, dalle persone che le chiedevano un autografo.
Nel 2023 è stata presentata in anteprima la serie El enigma Nadiuska, diretta da Valeria Vegas, che ha ripercorso la storia dell'attrice.

## Filmografia parziale
- Sette ragazze di classe, regia di Pedro Lazaga (1979)
- Il massacro della Guyana (Guyana: Crime of the Century), regia di René Cardona Jr. (1980)
- La sfida del tigre, regia di Bruce Le (1980)
- Buitres sobre la ciudad, regia di Gianni Siragusa (1981)
- Conan il barbaro (Conan the Barbarian), regia di John Milius (1982)